# 1989 na Alemanha
Esta é uma cronologia dos fatos acontecimentos de ano 1989 na Alemanha.

## Eventos
- 6 de fevereiro: O serralheiro Chris Gueffroy, de 20 anos, é a última pessoa do Muro de Berlim a ser morto pelos soldados da República Democrática da Alemanha ao tentar escapar para Berlim Ocidental.[1][2]
- 23 de maio: O presidente Richard von Weizsäcker é reeleito para o segundo mandato pela Assembleia Federal.[2]
- 9 de novembro: Queda do Muro de Berlim.